# 利格

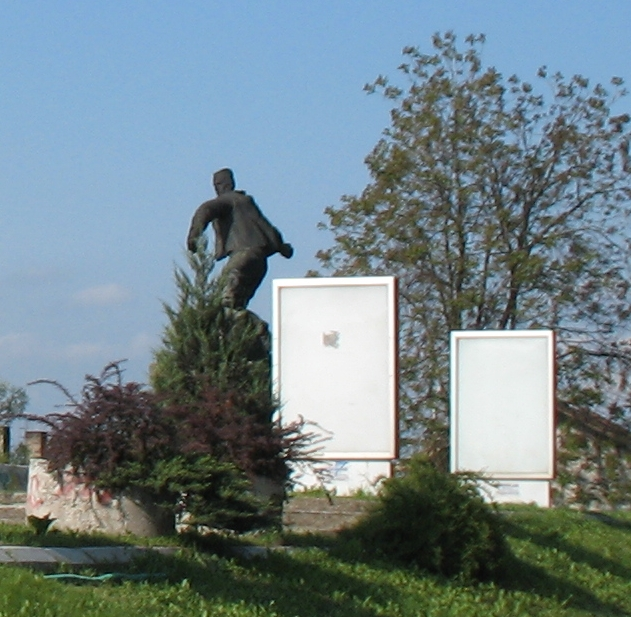

利格是塞爾維亞科盧巴拉州的城鎮，位於該國中部，面積279平方公里，海拔高度204米，是該地區的經濟和文化中心，2011年人口3,219。

## 外部連結
- "Plum brandy, the Internet and the world", European Agency for Reconstruction press release on Ljig
- 2002 Serbian National Census